# Hugo Lancelote de Lusinhão
Hugo Lancelote de Lusinhão (em francês:  Hughes Lancelot de Lusignan, 1380 - 1442) foi um clérigo nascido no Chipre, de origem greco-francesa, administrador de Nicósia, Patriarca latino de Jerusalém e cardeal-bispo da Igreja Católica. Foi deposto do cardinalato em 1440.

## Biografia
Nascido da família de Lusinhão, nobres cruzados, era o quinto dos doze filhos de Tiago I de Chipre e Helvis de Brunswick-Grubenhagen, sendo irmão de Januário de Chipre.
Seu primeiro nome também é listado como Hugues-Lancelot; e seu sobrenome como Lisinhac; e como Lusignano. Ele era chamado de Cardeal de Chipre. Sabe-se que foi educado na corte de seu pai, no Chipre, então parte integrante do Reino Latino de Jerusalém. Foi nomeado protonotário apostólico.

## Episcopado
Nomeado pelo Antipapa João XXIII administrador perpétuo de Nicósia em 8 de julho de 1411, foi eleito arcebispo de Nicósia pelo Papa Martinho V em 5 de março de 1421. Não se sabe sobre sua consagração. Depois, foi nomeado patriarca titular de Jerusalém em 1424.

## Cardinalato
Criado cardeal-diácono no consistório de 24 de maio de 1426, recebeu a diaconia de Santo Adriano no Forum em 27 de maio, mas não se sabe quando o papa terminou a cerimônia de sua posse e enviou-lhe o barrete cardinalício. Cardeal de Lusinhão foi regente de Chipre durante o cativeiro de seu irmão, rei Januário, a partir de julho de 1426 até maio de 1427. Passou para a ordem dos cardeais-presbíteros e para o título de São Clemente em 11 de março de 1431.
Promovido para a ordem dos cardeais-bispos e para a sé suburbicária de Palestrina em 20 de abril de 1431. Legado na província de Marittima e Campagna. Recebeu em comenda o mosteiro beneditino de S. Maria de Pignerol, diocese de Turim, em 16 de setembro de 1433. Abade em comenda do mosteiro de Montevergine. Renunciou à comenda do mosteiro de S. Severino, que havia recebido pouco antes. Teve um desentendimento com o Papa antes de 1435, que provocou uma ruptura entre eles, contudo, mais tarde se reconciliaram. Ele foi observado na Cúria Romana em 26 de fevereiro de 1435. Enviado para o Concílio de Basileia, o cardeal participou nas negociações do Tratado de Arras de 1435 entre o rei Carlos VII da França e Filipe III, Duque de Borgonha. Foi nomeado bispo da suburbicária de Frascati em 27 de junho de 1436.  Nomeado legado em Campagna e Marittima. Participando do Concílio de Ferrara, aderiu ao Antipapa Félix V, em 1439 e, por esta razão, ele foi deposto do cardinalato e do episcopado pelo Papa Eugênio IV em 11 de abril de 1440.
Em 5 de agosto de 1442, Padre Hugo faleceu em Genebra, sendo a notícia dada em Roma em 24 de agosto. Enterrado na igreja franciscana de Rive. Pouco depois, Ana de Saboia construiu uma capela familiar na qual, provavelmente, os restos mortais do cardeal foram depositados. A igreja, bem como todos os documentos relativos ao convento, foram destruídos durante a Reforma.

### Conclaves
- Conclave de 1431 – não participou da eleição do Papa Eugênio IV.[3]